# Repères temporels dans la mémoire autobiographique
 (octobre 2017).
Si vous disposez d'ouvrages ou d'articles de référence ou si vous connaissez des sites web de qualité traitant du thème abordé ici, merci de compléter l'article en donnant les références utiles à sa vérifiabilité et en les liant à la section « Notes et références ».
Les repères temporels représentent les périodes de temps spéciaux de notre vie stockés dans la mémoire  qui nous aident à organiser le stockage des autres événements. Ils jouent un rôle important dans la structuration de la mémoire autobiographique, la reconstruction et la consolidation des souvenirs stockés, l'encodage des nouveaux et la récupération des anciens souvenirs. Les repères temporels forment un système de référence personnel basé sur l'expérience et le passé personnel, différent pour chaque individu.

## Types de repères temporels
Trois types d'événements ont été considérés jusqu'à présent comme les  repères temporels : les souvenirs flashes, les événements vifs personnels (premières expériences) et les points de référence du calendrier.

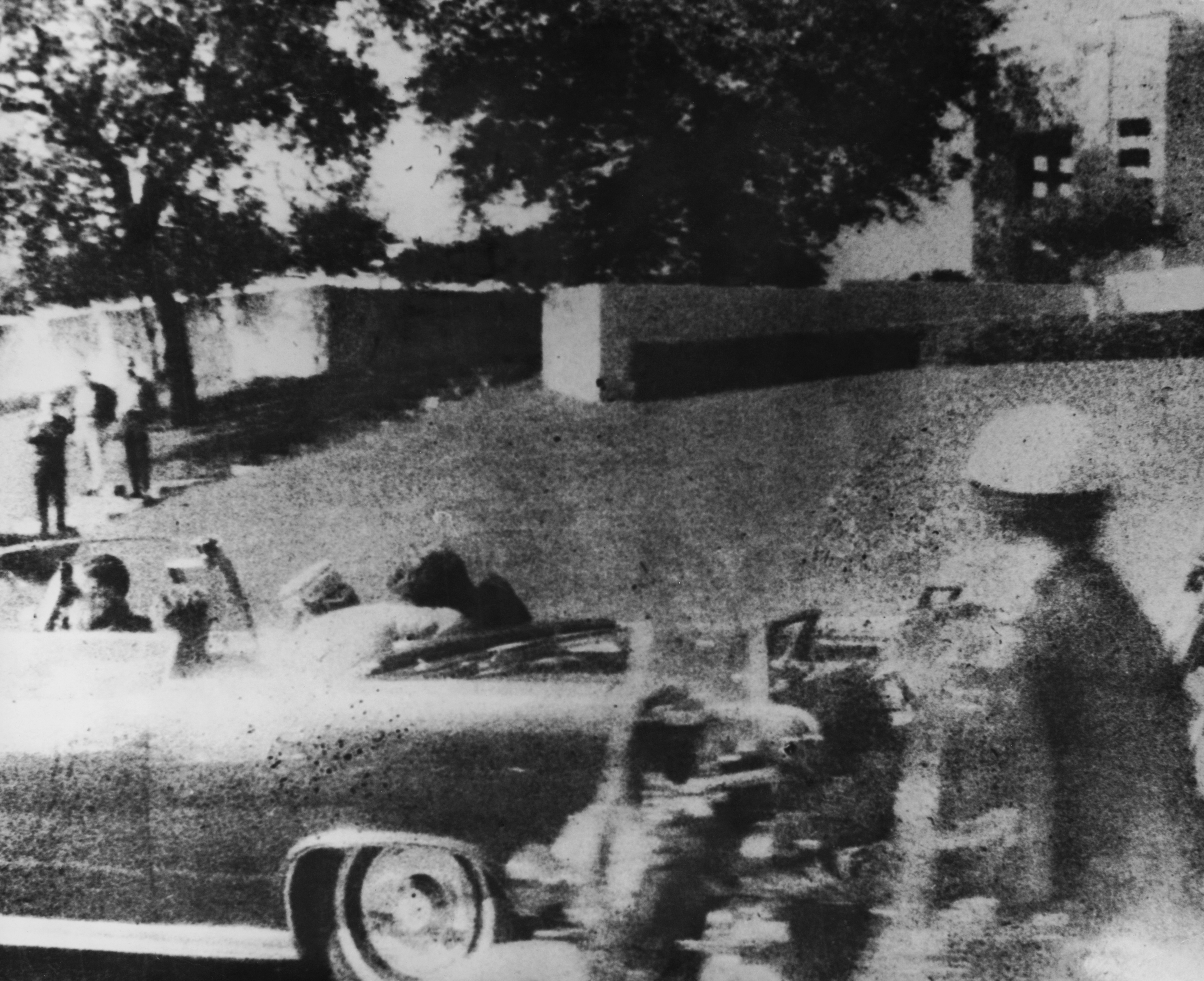
L'assassinat du président John F. Kennedy, vu sur cette photographie Polaroïd prise environ un sixième de seconde après la balle dans la tête, est l'exemple-type de l'évènement public majeur propre à susciter un souvenir flash.

Le premier type d'événement associé aux souvenirs flashes englobe les événements publics majeurs, les assassinats, les catastrophes, un exemple largement étudié est l'assassinat du Président John F. Kennedy (Brown and Kulik 1977). Ce type d'événement se remarque par le caractère vif et le type d'encodage appelée « Now Print! » qui consiste à prendre une image instantanée du lieu, et l'écrire dans la mémoire. Cependant, une polémique est ouverte sur l'existence réelle de ce type de mémoire spécifique, et de leurs liens avec les événements publics. L'étude de Rubin et Kozin a montré qu'en pratique les individus ont en général du mal à rappeler les événements publics et, dans cette étude, ils ne représentent que 5 % de tous les événements notés flashbulb par les individus.
Le deuxième type comprend les événements personnels classés comme les premières expériences, par exemple « le premier jour à l'école », « la rencontre avec X », « le premier baiser avec X », etc. Une approche catégorique a été proposée par Conway selon laquelle les premières expériences formant les catégories d'événements, et les événements futurs de même type, ne sont stockées que par leur différence par rapport à un événement initial. Une question alors se pose sur la catégorisation des événements comme « premiers » car cela dépend de la granulation de l'événement : « les rencontres », « les rencontres avec X », « la rencontre avec X le 19 septembre »... Ce qui conduit à la recherche du « niveau basic » de l'événement qui formera à la suite une nouvelle catégorie. Une autre approche consiste à se concentrer non pas sur la catégorisation d'événements mais sur les histoires personnelles. Selon Robinson, les premières expériences sont les éléments fondamentaux des histoires personnelles qui permettent de lier le présent, le passé et le futur.
Enfin, le troisième type de repères temporels comprend les dates du calendrier et les périodes de vie (« quand j'avais 8 ans », « quand j'allais à l'école », « la dernière année d'études »). Les périodes de vie sont souvent imposés socialement ou culturellement comme les calendriers du travail, d'études, des vacances, de la religion ou des fêtes. Ils servent les repères temporels aux événements étendus ( (en)  extended events) - les périodes de temps abstraits qui rassemblent les événements de même sujet). Par exemple, l'événement étendu « ma troisième année à l'école » possède les repères temporelles « le début du premier semestre », "la fin du deuxième semestre », etc. Les événements étendus avec leurs repères temporels ont la structure hiérarchique basée sur la généralisation.

## Preuve d'existence de repères temporels dans l'accès à la mémoire
L'existence de repères temporels repose sur les 3 observations.
La première est le temps de réaction nécessaire pour se souvenir d'un événement étant donné une certaine indication. Ce temps est plus petit pour le repère temporel que pour une action générale donnée comme une indication.
La seconde implique le paradigme appelé l'échantillonnage à longue durée ((en) long-term sampling). Dans cette expérimentation, les individus âgés sont demandés de se rappeler des événements de chaque décennie de leur vie. Les résultats montrent qu'ils se souviennent de plus d'événements de leurs deuxième et troisième décennies de vie que pour les autres décennies (à l'exception de la dernière). Cela s'explique par le plus grand nombre de repères temporels dans la période de vie entre 11-20 ans et 20-30 ans (on va à l'école, on obtient le diplôme, trouve le travail, se marie, a des enfants, etc.). Cette observation rejette ainsi l'hypothèse d'échantillonnage égal des événements mémorisés durant notre vie.
La troisième concerne l'échantillonnage à courte durée ((en) short-term sampling) où il est demandé aux individus de se rappeler librement des événements passés dans la période de temps courte spécifique. Par exemple, l'étude de Robinson a montré que les étudiants demandés de se souvenir des événements de l'année dernière, se souviennent de plus d'événements autour de la fin ou du début de deux semestres de l'année, autour donc des périodes qui correspondent aux repères temporels. 
Le fait que dans la mémoire plus d'événements sont stockés autour de repères temporels a été appelé l'effet du calendrier.

## Explication de l'effet du calendrier et la différence des repères temporels des autres événements
Il existe deux classes d'explications de l'effet du calendrier, l'une concerne l'encodage et l'autre la récupération des souvenirs. L'explication d'encodage consiste à trouver les caractéristiques d'événements rappelés qui les diffèrent par rapport à ceux qui ne sont pas rappelés[style à revoir]. L'explication de récupération suppose que la stratégie de récupération de nos souvenirs est biaisée vers la préférence de certains périodes de temps sur les autres. Dans cette classe est inclus l'explication du biais narratif qui est lié au désir des individus à relater l'histoire cohérente de leur vie.

### Explication fondée sur l'encodage
L'explication de ce type suppose que l'événement mémorable possède certains traits ou qualités de dégrée supérieure à celui de l'événement non mémorable. Les repères temporels sont dans ce cas les événements mémorables. Tels traits reconnus sont les suivants :
- L'importance personnelle
- L'émotivité
- Le plaisir

Il a été trouvé (Wright 1992) que l'importance personnelle et l'émotivité sont souvent corrélées de manière significative et que cette corrélation augmente avec le temps. Cependant dans certains cas un événement émotionnel peut être sans importance et au contraire. En plus, l'émotivité apparaît être plus statique que l'importance personnel qui peut varier avec le temps en se mesurant par rapport au moment présent. On considère ainsi qu'en général l'émotivité joue un rôle plus important dans la détermination des types d'événements à retenir. 
Ce qui concerne le plaisir, les études montrent qu'en général les événements agréables sont mieux retenus que les événements désagréables.[réf. souhaitée] Cependant, la discussion reste ouverte car pour certaines personnes[Qui ?] cela peut être le cas contraire. Une théorie fondée sur ce fait a été avancée par Wagenaar en 1992, dans laquelle le plaisir n'est qu'un artefact d'un facteur plus important qui est le soi conceptuel ou l'image de soi. Les événements ne sont retenus dans ce cas que s'ils violent l'image du soi.

### Explication fondée sur la récupération des souvenirs
Cette classe d'explication suppose que l'événement stocké est affecté par le processus de sa réminiscence. Il existe deux types d'explication. Le premier suggère que la récupération dépend du contexte de la situation de celui qui se souvient. La stratégie de recherche et de récupération est choisie en fonction du but de cette récupération. Ainsi les souvenirs du même événement peuvent varier selon les différents contextes de leur récupération. 
Le deuxième considère que la récupération est un processus global de reconstruction qui dépend de l'ensemble de indications, de l'état ou de l'humeur de celui qui se souvient.
Dans les expérimentations avec la mémoire autobiographique, on est obligé de considérer les indications qui ont été utilisées pour la récupération de souvenirs. Une hypothèse des indications ((en) cuing hypothesis) a été proposée selon laquelle les événements rappelés sont choisis en fonction des indications données et si elles sont très générales, l'individu génère un ensemble d'indications plus spécifiques avec lequel il va chercher en mémoire.
La conséquence de cette hypothèse est que le décalage du système de référence utilisé comme l'indication provoque les distributions différents des événements rappelés. Un exemple de tel décalage où on a testé les dates données en termes scolaire ou bien en termes de vacances et de fêtes du même période de temps. Cet exemple a confirmé l'hypothèse des indications: les distributions des événements rappelés ont été différentes et faiblement corrélées. Cela donne un argument contre l'explication par l'encodage qui se base sur le fait que les repères temporelles sont encodés « plus fortement » que les autres événements.
Encore un autre type d'explication concerne le biais narratif selon lequel les événements rappelés le plus souvent sont ceux qui permettent de relater l'histoire de la vie d'une manière cohérente.[réf. souhaitée]

## Repères temporels et l'exactitude des dates
Les études sur le datation des événements montrent qu'en général les individus ont de la difficulté à donner la date exacte des expériences personnelles. On suppose que la mémoire autobiographique comporte l'information limitée sur le temps absolu et quand l'individu est demandé de dater un événement, il génère l'information plutôt que seulement récupère la réponse. L'effet du calendrier peut être le résultat d'une telle stratégie pour alléger la difficulté de datation des expériences personnelles. Or les repères temporelles sont les événements saillants dont les dates sont mémorisées avec la précision. L'individu peut utiliser les repères temporels pour aider dans la datation des autres événements.

### Effets d'utilisation des repères temporels sur la datation
Une étude[Laquelle ?] a montré que prémunir l'individu avec les repères temporels adéquats diminue le temps de réponse pour la reconstruction de l'information temporelle et la datation d'un événement secondaire. Une autre étude a révélé que l'exactitude de datation d'un événement dépend de sa distance d'un repère temporel le plus proche dont on connaît la date exacte. 
L'évidence que les repères temporels sont représentés de façon quantitativement ou qualitativement différente des épisodes réguliers se confirme par le fait que l'efficacité et l'exactitude de datation s'améliorent si on donne à l'individu les repères temporels comme les indications ou si les individus les génèrent eux-mêmes.